# The 1st Singles Box
The 1st Singles Box — дев'ятнадцята збірка англійської групи The Who, яка була випущена у квітні 2004 року.

## Композиції
1. I Can't Explain — 2:06
2. Bald Headed Woman — 2:11
3. My Generation — 3:20
4. Shout and Shimmy — 3:17
5. Substitute — 3:51
6. Circles — 3:13
7. I'm a Boy — 2:38
8. In the City — 2:24
9. Happy Jack — 2:11
10. I've Been Away — 2:08
11. Pictures of Lily — 2:45
12. Doctor, Doctor — 3:01
13. I Can See for Miles — 4:08
14. Someone's Coming — 2:31
15. Pinball Wizard — 3:04
16. Dogs Part II — 2:27
17. Won't Get Fooled Again — 3:41
18. Don't Know Myself — 4:57
19. 5:15 — 4:23
20. Water — 4:42
21. Who Are You — 5:08
22. Had Enough — 4:31
23. Real Good Looking Boy — 5:43
24. Old Red Wine — 3:44

## Склад
- Роджер Долтрі — вокал
- Джон Ентвістл — бас гітара, бек-вокал;
- Кенні Джонс — ударні
- Піт Таунсенд — гітара, синтезатори, фортепіано